# Lille Gällsjön, Västergötland
Lille Gällsjön är en sjö i Vårgårda kommun i Västergötland och ingår i Göta älvs huvudavrinningsområde.